# МЮД (разъезд)
МЮД — железнодорожный разъезд Московского региона Октябрьской железной дороги на участке Калязин — Сонково Савёловского направления.

## История
Разъезд открылся в 1931 году на однопутном участке Савёлово — Сонково. Своё название получил в честь отмечавшегося в то время в Советском Союзе Международного юношеского дня. Название никак не связано с местной топонимикой.

## Описание
Разъезд находится в 18 километрах к северо-западу от города Кашин, в 12 километрах к юго-юго-востоку от посёлка Кесова Гора. Вблизи разъезда проходит всего одна проезжая автодорога Большое Воробьёво — Кашин, остальные дороги, подходящие к разъезду, грунтовые и труднопроезжие.
Вокзал на разъезде отсутствует. Все пассажирские операции осуществляются через здание диспетчерской службы.
Грузовая работа на разъезде не предусмотрена.

## Пассажирское сообщение
По состоянию на 2010 год на разъезде останавливались пригородные поезда Савёлово — Сонково и поезд дальнего следования Москва — Рыбинск.

## Общественный транспорт
Вблизи разъезда проходят автобусные маршруты:
- Местные: Кесова Гора — Турынино, Кашин — Бежецк, Кесова Гора — Кашин.
- Внутриобластной: Тверь — Кесова Гора.
- Межобластной: Москва — Весьегонск.